# Haaniella jacobsoni
Haaniella jacobsoni är en insektsart som beskrevs av Günther 1944. Haaniella jacobsoni ingår i släktet Haaniella och familjen Heteropterygidae. Inga underarter finns listade i Catalogue of Life.